# Han Reiziger

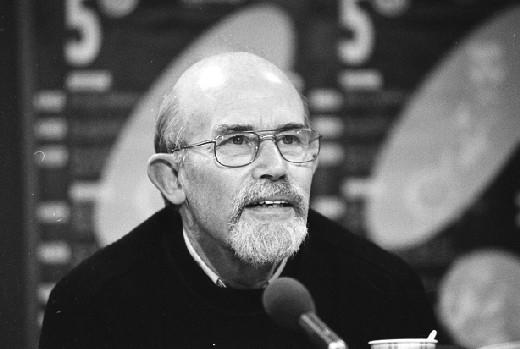
Han Reiziger

Henri Gerardus (Han) Reiziger (Haarlem, 4 april 1934 – Hilversum, 6 mei 2006) was een Nederlands musicus en presentator. Reiziger werd vooral bekend met zijn televisieprogramma Reiziger in Muziek, dat van 1989 tot 2001 op zondagochtend werd uitgezonden door de VPRO.

## Biografie
Reizigers vader was een producer van klassieke muziek bij platenmaatschappijen. Han speelde zelf piano, zijn voorkeur ging uit naar klassieke muziek en jazz. Vanaf de middelbare school, het Coornhert Lyceum te Haarlem, raakte hij geïnteresseerd in cabaret. Na de middelbare school ging Reiziger sociale geografie studeren, maar hij brak deze studie af ten behoeve van een carrière als cabaretpianist, in concreto als begeleider van cabaret Lurelei. Hij werkte als componist onder anderen samen met Liesbeth List en Jasperina de Jong.

### Als medewerker bij de VPRO
In 1963 trad Reiziger als radiomedewerker in dienst van de VPRO, waar hij zich bezighield met klassieke en lichte muziek. Later werd hij Hoofd Muziekafdeling, een functie die hij tot 1995 zou behouden. Aanvankelijk werkte Reiziger alleen bij de radio. Bij hem als presentator kwamen de meest uiteenlopende muziekgenres aan bod. De ene keer kon het een klassieke componist zijn, de volgende keer een jazz-icoon of een groep Afrikaanse trommelaars.
Met violist Christiaan Bor maakte hij een paar grote muziekmarathons, die live werden uitgezonden. Ook de pop- en rockmuziek had zijn aandacht; onder zijn verantwoordelijkheid maakte de VPRO opnamen van onder andere Pink Floyd, The Byrds en Janis Joplin. Vanwege de toenemende vercommercialisering van de popmuziek keerde hij dit genre de rug toe. Zijn ware muzikale liefde was de jazz, niet alleen de Amerikaanse, maar ook de Nederlandse. Hij maakte opnamen met Misha Mengelberg, Han Bennink, Maarten van Regteren Altena en Willem Breuker. Ook organiseerde hij in de jaren zestig concerten en was met de VPRO regelmatig te vinden in Elanden Jazz te Delft. In 1972 werd hij voor zijn verdiensten onderscheiden met de Elanden Jazz-prijs.
In 1969 bood Reiziger Willem van Kooten, alias Joost den Draaijer, een radioprogramma aan op de vrijdagmiddag van Hilversum 3. Hij ging zonder morren akkoord met het voorstel van Van Kooten de Hilversum 3 Top 30 bij de VPRO te introduceren, een programma dat men bij deze omroep niet zou verwachten. De VPRO zou de hitparade nog 1½ jaar uitzenden, waarna de NOS de uitzending en de samenstelling overnam.

### Onderscheidingen
In 1978 ontving Reiziger de Cultuurprijs van de stad Hilversum, voor zijn baanbrekend werk op het gebied van de muziekprogrammering bij de VPRO. In 1985 ontving hij samen met zijn collega's van de Italiaanse RAI en de West-Duitse HR (Hessische Rundfunk), de Prix Italia voor de productie A piece for peace. Dit stuk, gecomponeerd door de Amerikaanse componist Alvin Curran, werd tijdens een rechtstreekse radio-uitzending gelijktijdig uitgevoerd door musici in Amsterdam, Frankfurt (Hessen) en Rome. In 1992 ontving Reiziger de Jan van Gilse Prijs voor zijn verdiensten voor de Nederlandse muziek.
Reiziger maakte ook portretten van musici en componisten. Vermaard was zijn Met Mozart op reis (1976). Samen met Mozart-kenner Jan Wagenmeester (pseudoniem van programmatechnicus Jan Tittel) reisde hij daarvoor per trein naar Wenen, Salzburg en Praag. Andere radioprogramma's die hij maakte, waren De beweging en later De koffer, met mensen met een bijzondere muziekverzameling.
Vanwege zijn grote verdienste voor de jazz kende de organisatie van het North Sea Jazz Festival hem postuum de Paul Acket Award ‘Special Appreciation’ 2006 toe. De prijs werd zaterdag 15 juli tijdens het festival door zijn vrouw in ontvangst genomen.

### Reiziger in muziek
Het bekendst werd Reiziger met Reiziger in Muziek, dat de VPRO-tv uitzond op zondagochtend van 1989 tot 2001. Hij interviewde daarvoor musici, componisten en muziekliefhebbers uit binnen- en buitenland. Hoewel Reiziger in 1997 met pensioen ging, liep het programma tot juni 2001 door, met in 2000 Esther Apituley als copresentatrice. Daarna was hij nog actief voor RTV Rijnmond met het programma Reiziger in Rotterdam. Ook was hij juryvoorzitter van de Pim Jacobs Muziekprijs en speelde hij piano in de band van Spinvis. Het programma werd oorspronkelijk opgenomen in een radiostudio in Hilversum. Later verhuisde men naar Studio Plantage in Amsterdam.

### Overlijden
In 2005 werd bij Reiziger kanker geconstateerd. Begin mei 2006 overleed hij op 72-jarige leeftijd aan de gevolgen van deze ziekte. Als eerbetoon herhaalde de VPRO op de zondag na zijn overlijden de laatste aflevering van Reiziger in Muziek.